# Chrysotus chilensis
Chrysotus chilensis är en tvåvingeart som beskrevs av Van Duzee 1930. Chrysotus chilensis ingår i släktet Chrysotus och familjen styltflugor. Enligt den finländska rödlistan är arten nära hotad i Finland. Artens livsmiljö är fuktiga gräsmarker, dikesrenar. Inga underarter finns listade i Catalogue of Life.